# 内山義英 (エンジニア)
内山 義英（うちやま よしひで、1957年8月25日 - ）は、日本の構造技術者、研究開発コンサルタント。竹中工務店技術研究所チーフエンジニア、株式会社ハイテックのチーフエンジニア、静岡地震防災研究会代表、ブレイン代表などを歴任した。

## 経歴
1957年、静岡県静岡市生まれ。静岡県立静岡高等学校を卒業後、京都大学工学部建築学科に進学した。建築を専攻し、さらに「明快で割り切れる」との動機から構造工学を志し、鉄骨構造系の研究室に進む。大学院進学後は、鉄骨構造形式や材料の研究開発に従事する。修士論文では、各種鋼構造柱梁溶接接合部の疲労特性に関する研究を発表した。
1982年に竹中工務店に入社し、建築構造、耐震防災についての技術研究に従事。
1994年には建物架構を3次元立体モデル化し、スーパーコンピュータ上での高速演算により時刻歴応答解析を行う「立体架構弾塑性解析システム」を開発。このシステムは1995年に発生した阪神・淡路大震災の建物被害の原因について解明するのに大きな役割を持った。このほか、引抜き抵抗する免震装置である「高強度積層ゴム」を開発し、超高層免震構造を開発・実用化（1996年）、この超高層免震構造を利用した日本初の超高層ビル「パークシティ杉並セントラルタワー」が2000年に竣工、世界初の地上100mを超える超高層免震となる「元麻布フォレストタワー」が竣工した。
竹中工務店を退社後、2012年に静岡地震防災研究会を設立し、浮体式津波防波堤「メガウォール」を開発した。同年、静岡平野および清水平野の神社立地マップを作成し、最大津波浸水域を予測し公表した。
2017年6月時点では、静岡地震防災研究会の代表およびブレインの代表を務める。
2018年より、時期・地域・規模を予測し、地震発生の1週間以内にお知らせする地震予知サービス「予知するアンテナ」で地震予測の情報提供を行っている。

## 特許
特許出願22件、特許登録12件
発明者単独特許は、「ハイブリッド型制振方法及び制振構造物」（1999年）、「制震構造部材」（2000年）などがある。

## 論文
単独または共著として発表された主な論文。
- 1982年 "各種鋼構造柱梁溶接接合部の疲労特性に関する研究" 日本建築学会
- 1987年 "Experimental Study on Nonlinear Characteristics of Reactor Building" SMiRT9,Lausanne
- 1993年 "立体架構弾塑性応答解析統合システムの開発" 日本建築学会（6名の共著）
- 1993年 "原子炉建屋耐震壁の動的性能に関する試験：その12終局応答試験：試験の結果" 日本建築学会（5名の共著）
- 1998年 "超高層免震構造の開発と適用：その1全体概要" 日本建築学会（5名の共著）
- 1998年 "超高層免震構造の開発と適用：その2高強度積層ゴムの開発と確認実験" 日本建築学会（5名の共著）
- 1998年 "超高層免震構造の開発と適用：その3高強度積層ゴムの実用化検討" 日本建築学会（5名の共著）
- 1998年 "超高層免震構造の開発と適用：その4リニアスライダーの開発と確認実験" 日本建築学会（5名の共著）
- 1998年 "超高層免震構造の開発と適用：その5リニアスライダーを用いた模型建物の振動台実験" 日本建築学会（5名の共著）
- 1999年 "超高層免震構造の開発と適用：その6高強度積層ゴムの性能確認実験" 日本建築学会（5名の共著）
- 1999年 "超高層免震構造の開発と適用：その7高強度積層ゴムを用いた超高層免震集合住宅" 日本建築学会（5名の共著）
- 1999年 "超高層免震構造の開発と適用：その8リニアスライダーの実用化" 日本建築学会（5名の共著）
- 1999年 "超高層免震構造の開発と適用：その9鉛プラグ入り高強度積層ゴムの基本特性実験" 日本建築学会（5名の共著）
- 1999年 "超高層免震構造の開発と適用：その10リニアスライダーのねじれ特性実験" 日本建築学会（5名の共著）

## 著書
- 『1兆円市場を拓いた男』 幻冬舎ルネッサンス新社、2008年、ISBN 978-4779003202
- 『1番になるビジネス創造力』 幻冬舎ルネッサンス新社、2011年、ISBN 978-4779006852